# Tés
Tés es un pueblo ubicado en el distrito de Várpalota, en el condado de Veszprém, Hungría.

## Superficie
Posee una superficie de 49,03 kilómetros cuadrados.

## Demografía
Hasta 2019 la población era de 777 habitantes, con una densidad de población de 15,85 habitantes por kilómetro cuadrado.